# Lamium caucasicum
Lamium caucasicum — вид квіткових рослин родини глухокропивових (Lamiaceae).

## Біоморфологічна характеристика
Це однорічна рослина.

## Поширення
Північний Кавказ, Південний Кавказ, Україна.
В Україні вид наводиться для Криму за достовірними зборами В.М. Косих із Чатирдагу.